# Rhogeessa alleni
Rhogeessa alleni é uma espécie de morcego da família Vespertilionidae. Pode ser encontrada apenas no México, de Oaxaca a Zacatecas, e está ameaçada por perda de habitat.